# Die Nächte einer schönen Frau
Die Nächte einer schönen Frau (Originaltitel: A Woman of Paris) ist ein US-amerikanischer Spielfilm von Charles Chaplin aus dem Jahre 1923.

## Handlung
Marie St. Clair ist eine junge Frau, die in einem französischen Provinznest lebt. Sie liebt Jean Millet, der ihr hilft von ihrem autoritären Vater loszukommen. Als sie wieder zurück nach Haus kommt, verwehrt der Vater ihr den Zutritt. Marie versucht daraufhin bei Jean und seinen Eltern Unterkunft zu bekommen, aber auch Jeans Eltern verwehren ihr diese. Das junge Paar beschließt, dem Dorf und der Ablehnung der Eltern zu entfliehen und in Paris ein gemeinsames Leben aufzubauen. Marie erwartet nachts den Geliebten am Bahnhof, um mit dem Nachtzug nach Paris zu fahren. Doch der Geliebte erscheint nicht, da sein Vater plötzlich gestorben ist. Marie fährt allein nach Paris.
In Paris führt Marie nach einem Jahr ein sorgenfreies Leben, das ihr von ihrem reichen Liebhaber Pierre Revel finanziert wird. Auch Jean schafft es schließlich allein bis nach Paris. Er ist Maler und lebt als Künstler im Quartier Latin. Jean kümmert sich weiterhin um seine verwitwete Mutter. Zufällig sehen sich Marie und Jean wieder. Die Liebe entflammt aufs Neue. Jean macht Marie einen Heiratsantrag. Gegenüber seiner Mutter leugnet er jedoch dieses Vorhaben und Marie erfährt davon. Sie weist ihn von sich. Jean ist bitterlich betrübt darüber, versucht Marie von der Ehrlichkeit seiner Gefühle zu ihr zu überzeugen, doch die empfängt ihn nicht einmal. Jean nimmt sich daraufhin das Leben und seine Mutter gibt Marie die Schuld daran. Sie beschließt, Marie zu erschießen. Als sie jedoch erkennt, in welch großer Trauer Marie sich befindet, lässt sie davon ab und versöhnt sich mit ihr. Marie kümmert sich fortan um Jeans Mutter.
Sie beginnen beide ein neues Leben und kümmern sich um Waisenkinder in der ländlichen Provinz. Als eines Tages Pierre Revel mit einem Freund im Auto an diesem Dorf vorbeikommt, fragt der Freund Pierre, was eigentlich aus Marie St. Clair geworden sei. Pierre zuckt mit den Achseln, während ein Heuwagen mit Marie und einem Waisenkind an dem Auto in die entgegengesetzte Richtung vorbeifährt.

## Hintergrund
Die Nächte einer schönen Frau ist der erste Film von Charles Chaplin für das 1919 von ihm gemeinsam mit Douglas Fairbanks und Mary Pickford gegründet Studio United Artists. Die Dreharbeiten zu diesem Film begannen am 22. November 1922 und zogen sich über sieben Monate hin. Der Film wurde von Chaplins dramaturgischem Assistenten Monta Bell und Chaplin selbst geschnitten und am 29. September 1923 war die Produktion beendet. Die Welturaufführung fand am 1. Oktober 1923 im Criterion Theatre in Hollywood statt.
Chaplin hatte für diese Produktion vier Assistenten engagiert. A. Edward Sutherland arbeitete als Regieassistent, Monta Bell als dramaturgischer Assistent und Filmeditor. Für die Recherchen der realistischen französischen Szenerie hatte er Jean de Limur und Harry d’Abbadie d’Arrast engagiert. Alle vier Assistenten wurden selbst später Filmregisseure.
Der Film wurde nach seiner Uraufführung in Hollywood und der New Yorker Premiere kurz darauf begeistert von den Kritikern aufgenommen, fiel jedoch anschließend beim Kinopublikum durch. Das Publikum hatte einen komödiantischen Film mit Charlie Chaplin von ihm erwartet und kein Melodram, wo Chaplin nur in einer kurzen Sequenz (als Gepäckträger) zu Beginn des Films auftaucht. Auch in Europa wurde der Film vom Publikum nicht angenommen und machte Verluste an der Kinokasse. Chaplin nahm den Film enttäuscht aus dem Verleih und verbot bis 1976 jegliche Aufführung. Erst mit einer von Chaplin komponierten Musik auf einer Tonspur wurde der Film erneut gezeigt.

## Kritiken
„Feinfühlig inszeniertes Melodram; wegen seiner für die Entstehungszeit ungewöhnlich subtilen Bildgestaltung und des zurückhaltenden Spiels der Darsteller auch heute noch ein sehenswertes psychologisches Drama.“